# الحارث بن حلزة اليشكري
الحارث بن حلّزة اليَشْكُرِىّ شاعر من بادية العراق، اسمه الحارث بن حلّزة بن مكروه بن يزيد بن عبد الله بن مالك بن عبد بن سعد بن جشم بن ذبيان بن كنانة بن يشكر بن بكر بن وائل، من عظماء قبيلة بكر بن وائل، من وجوه قومه في العراق، كان شديد الفخر بقومه حتى ضرب به المثل فقيل «أفخر من الحارث بن حلزة»، ولم يبق لنا من أخباره إلا ما كان من أمر الاحتكام إلى عمرو بن هند (في 554 - 569 م) لأجل حل الخلاف الذي وقع بين قبيلتي بكر وتغلب. توفي سنة 580 م، أي في أواخر القرن السادس الميلادي على وجه التقريب.

## معلقته
أنشد الشاعر معلقته للملك عمرو بن هند رداً على عمرو بن كلثوم. وقيل أنه قد أعدّها وروّاها جماعة من قومه لينشدوها نيابة عنه لأنه كان برصا وكره أن ينشدها من وراء سبعة ستور ثم يغسل أثره بالماء، كما كان يفعل بسائر البرص ثم عدل عن رأيه وقام بإنشادها بين يدي الملك وبنفس الشروط السابقة. لما سمعها الملك وقد وقعت في نفسه موقعاً حسناً أمر برفع الستور وأدناه منه وأطمعه في جفنته ومنع أن يغسل أثره بالماء.
كان الباعث الأساسي لإنشاد المعلقة دفاع الشاعر عن قومه وتفنيد أقوال خصمه عمرو بن كلثوم. تقع المعلقة في خمس وثمانين بيتاً، نظمت بين عامي 554 و569 م. شرحها الزوزني وطبعت في إكسفورد عام 1820 م ثم في بونا سنة 1827 م. ترجمت إلى اللاتينية والفرنسية.
وهي قصيدة همزية على البحر الخفيف وتقسم إلى:
1. مقدمة: فيها وقوف بالديار وبكاء على الأحبة ووصف للناقة (الأبيات 1 - 14)
2. المضمون: تكذيب أقوال التغلبيين من (الأبيات 15 - 20) وعدم اكتراث الشاعر وقومه بالوشايات (الأبيات 21 - 31) ومفاخر البكريين (الأبيات 32 - 39) ومخازي التغلبيين ونقضهم للسلم (الأبيات 40 - 55) واستمالة الملك وذكر العداوة (الأبيات 59 - 64) ومدح الملك (الأبيات 65 - 68) وخدم البكريين للملك (الأبيات 69 - 83) القرابة بينهم وبين الملك (الأبيات 84 - 85).

وتعتبر هذه المعلقة نموذجا للفن الرفيع في الخطابة والشعر الملحمي وفيها قيمة أدبية وتاريخية كبيرة تتجلى فيها قوة الفكر عند الشاعر ونفاذ الحجة كما أنها تحوي القصص وألوانا من التشبيه الحسّي كتصوير الأصوات والاستعداد للحرب وفيها من الرزانة ما يجعلها أفضل مثال للشعر السياسي والخطابي في ذلك العصر.
وهذا مطلع المعلقة:

| آذَنَتْنا ببَيْنهِا أَسْمَــاءُ      |  | ربَّ ثَـاوٍ يُمَلُّ مِنْهُ اُلْثَّوَاءُ     |
| بَعْدَ عَهْدٍ لَنَـا بِبُرْقَةِ شَمّــاءَ  |  | فَأَدْنَى دِيَــارِهَا اٌلْخَلْصاءُ     |
| فَالُمحَيَّاةُ فالصِّفـاحُ فَأَعْنـاقُ  |  | فِتَـاقٍ فَعادِبٌ فَالْوَفَاءُ        |
| فَرِيــاضُ اُلْقَطَا فأوْدِيَةُ الشُّرْ  |  | بُبِ فالشُّعْبَتَـانِ فالأَبْــلاءُ   |
| لا أرى مَنْ عَهِدْتُ فيهَـا فأبكي |  | اٌلْيَوْمَ دَلْهاً وَمَا يُحِيرُ اُلْبُكَاء |
| وَبِعَيْنَيْكَ أَوْقَدَتْ هِنْدٌ اُلْنَّــارَ  |  | أَخِيراً تُلْوِي بِها اُلْعَلْيَـاءُ    |